# ジョアン・ヴィクトル・ゴメス・ダ・シウヴァ
ジョアン・ゴメス（João Gomes）ことジョアン・ヴィクトル・ゴメス・ダ・シウヴァ（João Victor Gomes da Silva、2001年2月12日 - ）は、ブラジル・リオデジャネイロ出身のサッカー選手。プレミアリーグ・ウルヴァーハンプトン・ワンダラーズFC所属。ポジションはMF。

## 経歴
2009年、友人と共に受けたCRフラメンゴの入団テストに合格したため8歳で同クラブの下部組織に入団し、2020年10月21日、コパ・リベルタドーレスのアトレティコ・ジュニオール戦でトップチームデビューを飾った。2022シーズンにパウロ・ソウザ監督が就任すると、チームの要として中盤の底で起用され始め、カンピオナート・カリオカでは14試合に出場し、シーズンのベストイレブンに選出された。
2023年1月30日、プレミアリーグに所属していたウルヴァーハンプトン・ワンダラーズFCへ移籍し、4年半契約を結んだ。

### プライベート・エピソード

#### 吃音との向き合い
ジョアン・ゴメスは幼少期から吃音に悩まされ、人前で話すことに苦手意識を持っていた。学校では教室での発言を避けることも多く、「自分は他の子より劣っているのではないか」という感情を抱くことがあったという。
プロデビュー後も、メディア対応や試合後インタビューは大きな心理的負担となっており、必要最小限の受け答えにとどめることもあった。しかし、ブラジル時代に心理カウンセリングを受けたことや、ブラジリアン柔術のトレーニングを通じて呼吸法や集中力を養ったことで、徐々に自己受容の姿勢を持つようになった。
ウォルバーハンプトン移籍後には、監督ギャリー・オニールから「ゆっくりでいい、君の言葉は価値がある」と励まされたことが、自信回復の大きな支えになった。ゴメスはクラブ公式ドキュメンタリー『The Pitbull』の中で「以前は吃音が自分を悲しませ、行動を制限していた。でも今は心が穏やかで、自分をもっと表現したいと思える」と語っている。

#### 柔術と心理サポートでの自己鍛錬
ブラジルでのフラメンゴ時代にブラジリアン柔術を始め、柔軟性やスタミナの向上に努めた。この経験がピッチでの動きにも好影響を与え、精神面の安定にもつながったとされる。
プレミアリーグ移籍後も青帯のまま練習を続けていたが、信頼できる道場やパートナーが見つからず、安全性を優先して中断したこともある。

#### “The Pitbull” ドキュメンタリーで垣間見える日常
ウォルバーハンプトン・ワンダラーズ公式ドキュメンタリー『Joao Gomes: The Pitbull』では、英国内での生活や自宅、愛犬との時間、父親としての準備など、プライベートな日常が描かれている。育児の始まりやブラジル代表初招集の瞬間にも触れられ、彼の成長と人間らしさが感じられる内容となっている。

#### 家族との温かな交流
2025年4月、ゴメスは試合後、観客席で1歳の息子ペドロを抱き上げる様子が話題となった。ファンの目の前で家族と祝うその姿は多くの人の心を打ち、SNS上でも「ここが自分の家のように感じる」と投稿し、クラブへの愛情と家庭の幸せを表現している。

#### 新天地イングランドでの適応と支え
ブラジルのリオデジャネイロからイングランドへ移った際、気候や文化の違いに戸惑いがあったが、妻の支えが大きかったことを語っている。徐々に英語も学び始め、環境に馴染む過程で精神的にも大きく成長したという。

#### クラブと家族からの信頼と評価
2025年2月、ウォルバーハンプトンの監督ヴィトル・ペレイラは、ゴメスの「純粋なチームスピリット」と「純粋なフットボールへの喜び」を高く評価している。日々のトレーニングに「学校帰りの少年のように」楽しく取り組む姿勢が、チーム全体にも好影響を与えているという。